# José Pedro Argul
José Pedro Argul (Montevideo, 16 de septiembre de 1903 - 21 de noviembre de 1974) fue un crítico, historiador y escritor de arte uruguayo.

## Biografía
Realizó estudios universitarios en el área de las humanidades. En su juventud fue dibujante humorista de revistas y diarios de Montevideo, a la vez que tempranamente se le reconocieron condiciones para el juicio estético, siendo utilizado por pintores y escultores como organizador de exposiciones y para la discusión de nuevas obras.
Viajó a Europa en 1923 y 1927 donde realizó estudios sobre pintura en la Sorbonne Université de París y estudiando con asiduidad los museos.
En 1930 estudió el ejercicio de la pintura para lograr el conocimiento de la técnica de ese arte.
En 1934 acompaña al musicólogo Lauro Ayestarán en una página del diario El Bien Público sobre arte y literatura, y desde ese momento comenzó su actividad como crítico de arte.
En 1937 el Ministerio de Instrucción Pública y Bellas Artes lo elige para participar como jurado de Primer Salón Nacional de Bellas Artes.
Colaboró con el Anuario Plástica de la ciudad de Buenos Aires desde 1939, por los diez años de la existencia, que lo vinculó con el ambiente artístico de esa ciudad.
Es nombrado corresponsal en Montevideo de la Sociedad Estímulo de Bellas Artes, para quien organiza en 1943 la exposición, Arte Argentino del Pasado y del Presente.
En 1940 escribe la crítica sobre la exposición De David a nuestros días que presentaron los museos de Francia, Esto le valió el contacto con la crítica francesa.
Compone y prologa en 1944 y 1954 los álbumes Cincuenta apuntes teatrales y Nuevos apuntes teatrales de Eduardo Vernazza. 
Fue fundador de la Asociación de Artistas y Escritores Católicos del Uruguay cuya presidencia de le ofreciera a Juana de Ibarbouru.
En 1948 el gobierno de Uruguay le confiere una Misión Oficial a Europa para expandir el arte uruguayo.
Colaboró en el ''Dictionnaire de Peintres, Sculpteurs, Desinateurs et Graveurs'' E. Benezit y del Dictionnaire de la Sculpture Moderne de Fernand Hazan así como de otros diccionarios y libros sobre escultura moderna, arte ingenuo, grabadores, pintura, etc que han contribuido al conocimiento de los artistas de su país.
En 1949 es nombrado presidente interino y consejero de la Escuela Nacional de Bellas Artes.
En Montevideo en 1951 organiza la exposición La figura humana uruguaya de Blanes a nuestros días.
En 1952 la editorial argentina Argos publica su libro Exposición de pintura con una selección de sus crónicas y reflexiones sobre el arte y los artistas con prólogo de Jorge Romero Brest.
Como director de las Ediciones Arte de las Américas en 1953 publicó Joaquín Torres García, Pedro Fígari, Gauchos de Blanes y Paisajes de Arzadum.
Por su sugerencia o iniciativa Uruguay participa por primera vez de la Bienal de Venecia en 1953
En 1956 la Asociación Internacional de Críticos de Arte ( AICA) le encarga en 1956 la fundación y organización de la sección en Uruguay de la cual fue su presidente durante 10 años.  Ese mismo año la Comisión uruguaya de la Unesco lo designa para la selección y organización de exposiciones de arte uruguayo en el interior del país..
Organizó numerosas exposiciones artísticas en nuestro país y en el extranjero, tales como Arte Argentino del Pasado y del Presente (Montevideo, 1943), "La figura humana uruguaya de Blanes a nuestros días" (Montevideo, 1951), "Modernos Grabadores Uruguayos" (México), "Exposición revisionista de José Cúneo Perinetti" y "Moderna Escultura Uruguaya" (Montevideo, 1967).
Para fomentar el desarrollo artístico e intelectual de ciudades alejadas de Montevideo dirigió álbumes sobre Maldonado y Paysandú. Con motivo del bicentenario de la fundación de Maldonado, organizó la exposición Paisajes de Maldonado. Realizó varias conferencias y escritos de su plan de Museos Adecuados Regionalmente.
En 1958 publicó el libro: Pintura y Escultura del Uruguay. Historia Crítica, es el primer estudio crítico sobre las artes de Uruguay.
En 1959 fue invitado por el Gobierno de Brasil para el Congreso Extraordinario de Críticos y Arquitectos en Brasilia y su pre inauguración. Ese mismo año es invitado por la Universidad de Santiago de Chile, para un simposio sobre el Estado actual de las artes latinoamericanas.
Recibió la Orden de oro del Gobierno de Austria por el nombramiento como perito en arte.
Fue uno de los creadores del Premio Blanes.
Fue designado Conservador Honorario para dirigir y organizar el Museo Bancario del Banco de la República Oriental del Uruguay. Se realizaron en el diversas exposiciones y publicaciones.
En el Museo de la Ciudad de México organizó la exposición Modernos Grabadores Uruguayos y fue invitado especial por los críticos de arte de ese país para asistir a la XIV Asamblea General de la Asociación Internacional de Críticos de Arte que tuvo lugar en Ciudad de México.
Designado por las Bienales Internacionales de Grabado de Tokio - 1960, 1962, 1964,1966 - para la selección de los envíos de grabados.
En 1963 fue elegido para catalogar las obras del Museo Nacional de Bellas Artes.  Ese año a su vez fue invitado por el Instituto de Cultura Hispánica a Europa para asistir a la exposición Arte actual de América y España en la que se lo eligió como prologuista americano en el catálogo correspondiente de la muestra.
El Museo de Arte Moderno de París lo eligió como miembro del Jurado Internacional para la III Bienal de Jóvenes de París.
Fue nombrado Presidente de la Comisión Honoraria de Símbolos Nacionales en 1963.
En 1964 Francia lo nombró Officier del Ordre des Arts et des Lettres en la ciudad de París.
Organizó en 1967 la Exposición Revisionista de José Cúneo Perinetti y la de Moderna Escultura Uruguaya en el año 1967.  En 1968 realizó una gran exposición La Medalla Uruguaya. Ese mismo año el título de Académico Correspondiente de la Academia Nacional de Bellas Artes de la República Argentina.
Fue invitado por el Instituto de Extensión Cultural de la Universidad de San Marcos para presidir el Salón Nacional y dictar conferencias.
Redactó el informe sobre Uruguay en la documentación del Arte Moderno para Archives del Art Contemporain publicados por AICA y UNESCO.´
Murió en Montevideo el 21 de noviembre de 1976.

## Vida personal
Casado con Margarita Quesada Milan, tuvo cuatro hijos: Margarita Argul, José Alfonso Argul, Magdalena Argul y Damián Pedro Argul.

## Obras Publicadas
Entre sus principales obras publicadas figuran:
- Pintura francesa de los siglos XIX y XX (1941)
- El pintor José Cúneo. Paisajista del Uruguay (1949)
- Exposición de Pintura (1952)
- Los Gauchos de Blanes (1953)
- Paisajes de Arzadum (1955)
- Pedro Figari (1956)
- Joaquín Torres García (1956)
- Educación para la Belleza y el Arte y Ejercicio de la Crítica del Arte (1956)
- Prestigio del Ottocento La respuesta uruguaya 1959
- Pintura y Escultura del Uruguay. Historia crítica (1958) Primer estudio completo sobre las artes plásticas del país que le valió el Primer Premio de la Universidad de la República,
- Pinacoteca de los genios. Figari(1965), "Maestro del siglo XX. Escuela Uruguaya" (1959), "El pintor de la época modernista. Carlos María Herrera" (1961), "Artes libres y artes aplicadas" (Madrid, 1966),
- Las artes plásticas del Uruguay, desde la época indígena al momento contemporáneo (1966),
- Los modernos escultores del Uruguay (1967)
- Cien medallas del Uruguay(1972).
- Proceso de las Artes Plásticas del Uruguay (1975) Obra póstuma.